# Place de Beyrouth
La place de Beyrouth est une voie située dans le quartier des Champs-Élysées du 8e arrondissement et le quartier de Chaillot du 16e arrondissement de Paris.

## Situation et accès
La place de Beyrouth est desservie par la ligne 9 à la station Alma - Marceau.

## Origine du nom
Elle porte le nom de la ville de Beyrouth, la capitale du Liban.

## Historique
La place est créée et prend sa dénomination actuelle par un arrêté municipal du 16 janvier 1998 sur l'emprise des voies qui la bordent.

## Bâtiments remarquables et lieux de mémoire
- L'église Saint-Pierre-de-Chaillot.